# Andrew Lang (baloncestista)
Andrew Charles Lang jr. (Pine Bluff, Arkansas, 28 de junio de 1966) es un exjugador de baloncesto estadounidense que disputó doce temporadas en la NBA. Con 2,11 metros de estatura, jugaba en la posición de pívot.

## Trayectoria deportiva

### Universidad
Tras disputar en 1984 el prestigioso McDonald's All-American Game, jugó durante cuatro temporadas con los Razorbacks de la Universidad de Arkansas, en las que promedió 6,9 puntos, 5,7 rebotes y 2,1 tapones por partido. En sus dos últimas temporadas lideró la Southwest Conference en tapones, promediando 2,7 y 2,6 respectivamente.

### Profesional
Fue elegido en la vigésimo octava posición del Draft de la NBA de 1988 por Phoenix Suns, con los que firmó un contrato multianual, jugando cuatro temporadas, la última de ellas como titular, en la que promedió 7,7 puntos, 6,7 rebotes y 2,5 tapones por partido, el décimo mejor de la liga en este último apartado.
Antes del comienzo de la temporada 1992-93 fue traspasado, junto con Jeff Hornacek y Tim Perry a los Philadelphia 76ers a cambio de Charles Barkley. En los sixers jugó una temporada, en la cual, a pesar de actuar como titular en la mayoría de los partidos, acabó promediando 5,3 puntos y 6,0 rebotes. Tras no renovar contrato, firmó al año siguiente como agente libre por los Atlanta Hawks, donde en su segunda temporada se hizo con la titularidad, promediando 9,7 puntos y 5,6 rebotes por partido.
Mediada la temporada 1995-96 fue traspasado, junto con Spud Webb a Minnesota Timberwolves, a cambio de Christian Laettner y Sean Rooks, quienes nada más terminar la temporada lo traspasaron a Milwaukee Bucks a cambio de una futura primera ronda del draft. En su primera temporada jugó como titular, perdiéndose casi dos meses de competición debido a una lesión, acabando el año con unos promedios de 5,3 puntos y 5,3 rebotes, pasando al banquillo al año siguiente.
En 1999 fue traspasado a Chicago Bulls, fichando al año siguiente por New York Knicks, donde jugaría sus últimos partidos como profesional.

## Estadísticas de su carrera en la NBA

### Temporada regular
| Año     | Equipo       | PJ  | PT  | MPP  | %TC  | %3P  | %TL  | RPP | APP | ROB | TPP | PPP  |
| ------- | ------------ | --- | --- | ---- | ---- | ---- | ---- | --- | --- | --- | --- | ---- |
| 1988–89 | Phoenix      | 62  | 25  | 8.5  | .513 | .000 | .650 | 2.4 | 0.1 | 0.3 | 0.8 | 2.6  |
| 1989–90 | Phoenix      | 74  | 0   | 13.7 | .557 | .000 | .653 | 3.7 | 0.3 | 0.3 | 1.8 | 3.5  |
| 1990–91 | Phoenix      | 63  | 18  | 18.3 | .577 | .000 | .715 | 4.8 | 0.4 | 0.3 | 2.0 | 4.9  |
| 1991–92 | Phoenix      | 81  | 71  | 24.3 | .522 | .000 | .768 | 6.7 | 0.5 | 0.6 | 2.5 | 7.7  |
| 1992–93 | Philadelphia | 73  | 59  | 25.5 | .425 | .200 | .763 | 6.0 | 1.1 | 0.6 | 1.9 | 5.3  |
| 1993–94 | Atlanta      | 82  | 0   | 19.6 | .469 | .250 | .689 | 3.8 | 0.6 | 0.5 | 1.1 | 6.1  |
| 1994–95 | Atlanta      | 82  | 63  | 28.5 | .473 | .667 | .809 | 5.6 | 0.9 | 0.5 | 1.8 | 9.7  |
| 1995–96 | Atlanta      | 51  | 51  | 35.6 | .454 | .000 | .805 | 6.5 | 1.2 | 0.7 | 1.7 | 12.9 |
| 1995–96 | Minnesota    | 20  | 18  | 27.5 | .421 | .500 | .789 | 6.1 | 0.2 | 0.4 | 2.1 | 8.8  |
| 1996–97 | Milwaukee    | 52  | 52  | 23.0 | .464 | .000 | .721 | 5.3 | 0.5 | 0.5 | 0.9 | 5.3  |
| 1997–98 | Milwaukee    | 57  | 0   | 12.1 | .378 | .000 | .772 | 2.7 | 0.3 | 0.3 | 0.5 | 2.7  |
| 1998–99 | Chicago      | 21  | 13  | 18.4 | .323 | .000 | .696 | 4.4 | 0.6 | 0.2 | 0.6 | 3.8  |
| 1999–00 | New York     | 19  | 10  | 12.8 | .438 | .000 | .429 | 3.2 | 0.2 | 0.4 | 0.3 | 3.1  |
| Total   | Total        | 737 | 380 | 20.8 | .470 | .250 | .744 | 4.8 | 0.6 | 0.5 | 1.5 | 6.0  |

### Playoffs
| Año     | Equipo  | PJ | PT | MPP  | %TC  | %3P  | %TL  | RPP | APP | ROB | TPP | PPP  |
| ------- | ------- | -- | -- | ---- | ---- | ---- | ---- | --- | --- | --- | --- | ---- |
| 1988–89 | Phoenix | 4  | 0  | 2.0  | .000 | .000 | .000 | 1.5 | 0.3 | 0.0 | 0.0 | 0.0  |
| 1989–90 | Phoenix | 12 | 0  | 7.8  | .667 | .000 | .571 | 1.7 | 0.2 | 0.3 | 0.8 | 1.3  |
| 1990–91 | Phoenix | 4  | 0  | 13.8 | .545 | .000 | .824 | 4.5 | 0.3 | 0.3 | 0.8 | 6.5  |
| 1991–92 | Phoenix | 8  | 8  | 24.0 | .375 | .000 | .789 | 4.0 | 0.3 | 0.4 | 1.9 | 5.6  |
| 1993–94 | Atlanta | 11 | 0  | 21.3 | .460 | .000 | .773 | 4.3 | 0.5 | 0.5 | 1.8 | 6.8  |
| 1994–95 | Atlanta | 3  | 3  | 33.7 | .429 | .000 | .778 | 4.0 | 0.3 | 0.7 | 0.7 | 10.3 |
| Total   | Total   | 42 | 11 | 16.3 | .444 | .000 | .770 | 3.2 | 0.3 | 0.4 | 1.2 | 4.6  |